# フランシス・ジャクソン
フランシス・アラン・ジャクソン（Francis Alan Jackson、1917年10月2日 – 2022年1月11日）は、イギリスの作曲家、オルガニスト。

## 生涯
ノース・ヨークシャーのマルトン出身。1929年にヨーク・ミンスターの合唱隊員となり、オルガニストのエドワード・ベアストーに音楽を学んだ。1933年から1940年までマルトン小教区の教会オルガニストを務めた。1946年にはヨーク・ミンスターのオルガニストに就任し、引退する1982年までその職にあった。その間、ソロ・オルガニストとして、またヨーク・ミンスター合唱隊を率いて、世界各地での演奏活動、レコーディング活動を行い、1961年にはエリザベス2世の従弟のケント公エドワード王子とキャサリン妃（ジャクソンの同郷人）の結婚式でオルガン演奏を行った。また1972年から1974年まで王立オルガニスト大学の学長を務めた。
1957年にダラム大学より博士号を受け、1978年に大英帝国勲章オフィサー章（OBE）を、2007年に大英帝国勲章コマンダー章（CBE）を受けた。
作品はカンティクム、アンセム、賛美歌、オルガン曲、『バビロンのダニエル』『炎の時』の2つのモノドラマ、協奏曲、交響曲など教会音楽と世俗音楽の両方にまたがり、引退後も作曲を継続していた。